# Regionalna Ludowa Izba Reprezentantów

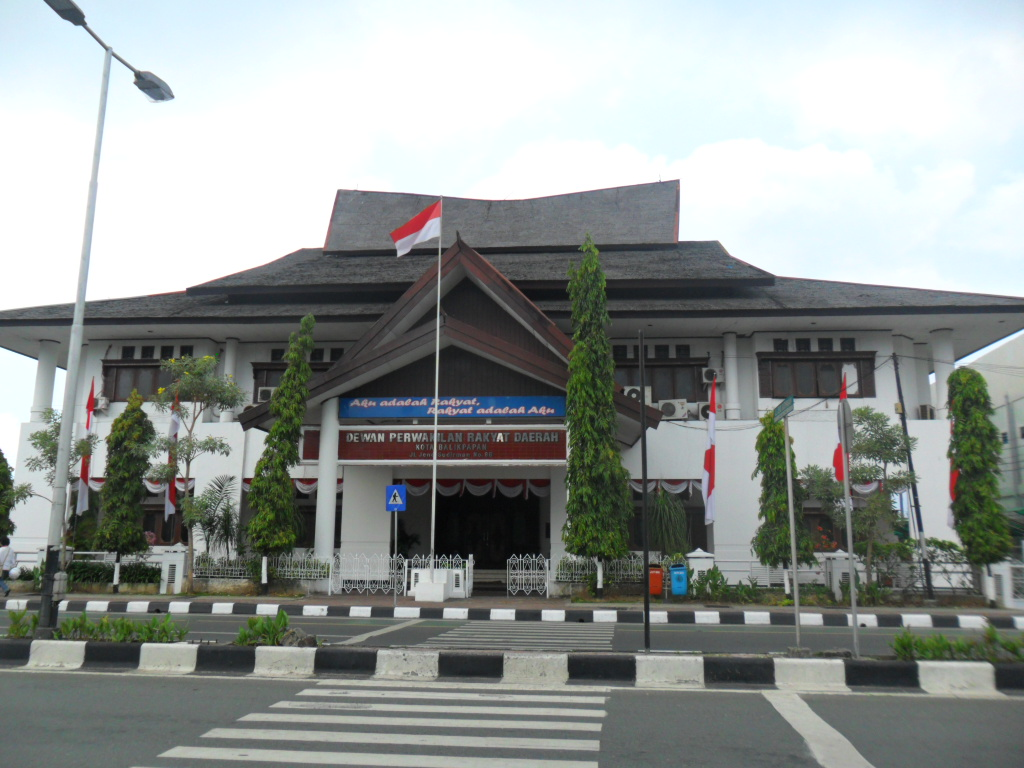
Regionalna Ludowa Izba Reprezentantów miasta Balikpapan

Regionalna Ludowa Izba Reprezentantów (indonez. Dewan Perwakilan Rakyat Daerah, DPRD) – organ administracji samorządowej w Indonezji reprezentujący mieszkańców danej prowincji, kabupaten lub kota.

## Funkcje i uprawnienia
Zgodnie z Art. 18 Konstytucji Republiki Indonezji z 1945 Indonezja jest podzielona na prowincje, które są podzielone na kabupateny i kota, a każda z tych jednostek administracyjnych posiada regionalny organ stanowiący i kontrolny zwany Regionalną Ludową Izbą Reprezentantów (indonez. Dewan Perwakilan Rakyat Daerah), wobec którego używa się również skrótu DPRD. Członkowie izby są wybierani w wyborach powszechnych.
Na mocy ustawy nr 7 z 2017 roku liczba członków prowincjonalnego DPRD musi wynosić co najmniej 35 i nie więcej, niż 120. Okręgi wyborcze w wyborach do rady prowincjonalnej nie mogą mieć granic niepokrywających się z granicami kabupatenów lub kota. Liczba członków DPRD w kabupatenach i kota musi wynosić co najmniej 20 i nie więcej, niż 55 członków. Wyznaczając liczbę członków izby należy uwzględnić liczbę mieszkańców rejonu.